# Disney Channel
Disney Channel — телеканал, що спеціалізується на телевізійних програмах для дітей, на основі оригінальних серіалів і фільмів. Аудиторію каналу становлять в основному діти, однак в останні роки канал стає популярний також серед дорослої аудиторії, як правило, це підлітки і молоді сім'ї. Справжній Disney Channel доступний в основному у кабельному і супутниковому телебаченні, що є частиною Disney-ABC Cable Networks Group, підрозділи The Walt Disney Company. Мережа розташована у місті Бербанк штату Каліфорнія. Крім того, існує вебсайт DisneyChannel.com, де з 19 березня 2008 здійснюється мовлення у високій якості.

## Історія

### Disney Channel: Початок (1983—1997)

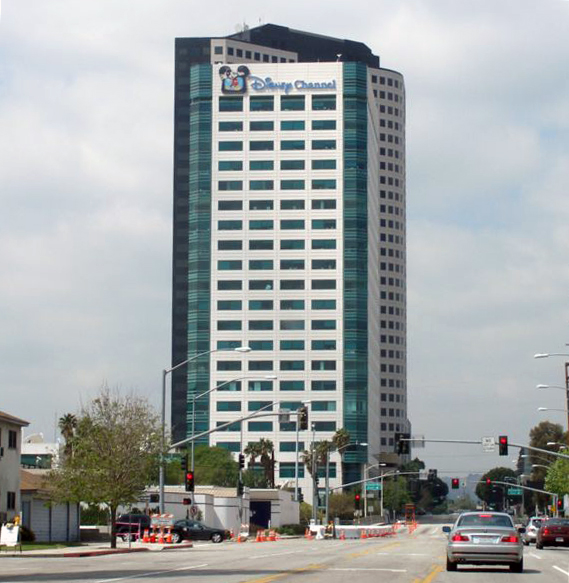
Будівля каналу Disney Channel у Бербанку

У 1983 році The Walt Disney Company оголосила, що запустить кабельний канал, який буде розважати сім'ї з магією Disney протягом багатьох років. Disney Channel був створений в кінці 1982 року під керівництвом свого першого президента Алана Вагнера. Канал почав національне мовлення 18 квітня 1983 о 7 ранку з серіалу «Доброго ранку, Міккі!» На момент його запуску Disney Channel транслювався протягом 16 годин на день, з 7 ранку до 11 вечора. У квітні 1984 року, канал розширив свій час трансляції до 18 годин на день, додавши дві години до кінця його нічного графіка (з 7 ранку до 1 ночі).
Протягом дня показувалися Welcome to Pooh Corner і You and Me Kid, а також мультсеріали і фільми іноземного виробництва, включаючи Asterix, The Raccoons, Paddington Bear, і Five Mile Creek; оригінальною нічною передачею був повтор The Adventures of Ozzie and Harriet. З 1 грудня 1986 року, Disney Channel почав цілодобове мовлення.
На початку 1989 року, на канал повернувся Клуб Мікі Мауса, який негайно стає хітом.
До 1995 року Disney Channel був у більш ніж 8 мільйонах будинків по всій території Сполучених Штатів.

## Disney Channel Ukraine
Disney Channel Ukraine — українська версія популярного і всесвітньо відомого каналу Disney, спеціалізується на телевізійних програмах для дитячого та сімейного перегляду, на основі оригінальних серіалів і фільмів. Українська версія ґрунтується на румунській версії Disney channel з українською звуковою доріжкою. Аудиторію каналу становлять в основному діти, однак в останні роки канал стає популярний також серед дорослої аудиторії, як правило, це підлітки і молоді сім'ї. Прем'єрний блок зазвичай проходить по вихідним.
Телеканал Disney Channel Ukraine почав мовлення 10 серпня 2010 року о 17:00 за київським часом. Disney Channel в Україні був заснований на основі болгарської версії Disney Channel з українською звуковою доріжкою.
Раніше в Україні передачі «Disney Channel» демонструвалися у вигляді окремого телевізійного блоку на «Новому каналі» й «1+1». З 25 грудня 2012 до 2 липня 2023 року транслювався блок на каналі «ПлюсПлюс».
1 січня 2013 року «Disney Channel» припинив своє мовлення в Україні.